# Opération Hyacinthe (film)
Ne doit pas être confondu avec Opération Hyacinthe.
Pour plus de détails, voir Fiche technique et Distribution.
Opération Hyacinthe (Hiacynt) est un film polonais réalisé par Piotr Domalewski et sorti en 2021.
Il s'agit d'un fait réel sur l'opération Hyacinthe, opération secrète de masse menée par la police politique communiste polonaise, (Milicja Obywatelska), entre 1985 et 1987, ayant pour but d’établir une base de données nationale de l'ensemble des homosexuels du pays et de leur entourage. Au total, environ 11 000 personnes étaient enregistrées dans cette base de données.

## Synopsis
Dans les années 1980, à Varsovie en Pologne communiste. Robert Mrozowski (Tomasz Ziętek), un jeune policier, a réussi à emprisonner un tueur en série homosexuel. Insatisfait de cette réussite, il décide de mener sa propre enquête dans la communauté gay dans l'intention de percer les mystères sur le meurtre d'un homosexuel. Il y rencontre Arek (Hubert Miłkowski), un jeune homosexuel, par qui la relation va affecter son travail et sa vie personnelle.

## Fiche technique
Sauf indication contraire ou complémentaire, les informations mentionnées dans cette section peuvent être confirmées par la base de données Filmpolski
- Titre original : Hiacynt
- Titre français : Opération Hyacinthe
- Réalisation : Piotr Domalewski
- Scénario : Marcin Ciastoń
- Musique : Wojciech Urbański
- Décors : Anna Rymarz
- Costumes : Aleksandra Staszko
- Photographie : Piotr Sobociński jr
- Son : Jerzy Murawski, Michał Fojcik et Bartłomiej Bogacki
- Montage : Agnieszka Glińska
- Production : Joanna Szymańska
- Production déléguée : Tomasz Morawski
- Sociétés de production : ShipsBoy, en coproduction avec Haka Films et Appetite Production
- Société de distribution : Netflix
- Pays de production :  Pologne
- Langue originale : polonais
- Format : couleur - format 2,35:1 - son Dolby Digital
- Genre : drame policier
- Durée : 112 minutes
- Dates de sortie[1] :
  - Pologne : 18 août 2021 (Festival international du film Nouveaux Horizons)
  - Monde : 13 octobre 2021 (Netflix)

## Distribution
- Tomasz Ziętek : Robert Mrozowski
- Hubert Miłkowski : Arek Krajewski
- Marek Kalita : le colonel Edward Mrozowski, père de Robert
- Adrianna Chlebicka : Halinka, fiancée de Robert
- Tomasz Schuchardt : Wojtek Nogaś
- Sebastian Stankiewicz : Maciek
- Jacek Poniedziałek : le dignitaire
- Piotr Trojan : Kamil Barczyk
- Agnieszka Suchora : Ewa Mrozowski, mère de Robert
- Tomasz Włosok : Tadek Morawski
- Mirosław Zbrojewicz : le commandant
- Andrzej Kłak : l'agent avec une cicatrice
- Adam Cywka : le professeur Jerzy Mettler

## Production
Le tournage a lieu à Varsovie.

## Distinctions

### Récompenses
- Camerimage 2021 : Grenouille d'or pour Piotr Domalewski (réalisateur) et Piotr Sobociński jr (photographie)[3],[4]

- Festival du film polonais de Gdynia 2021[3],[4] :
  - Meilleur film
  - Meilleur scénario pour Marcin Ciastoń
  - Meilleur maquillage pour Daria Siejak

### Nomination
- Festival du film polonais de Gdynia 2021 : Lion d'or pour Piotr Domalewski (réalisateur) et Joanna Szymanska (productrice)[3],[4]